# Ciclismo ai XIX Giochi del Commonwealth
Le gare di ciclismo ai XIX Giochi del Commonwealth si svolsero dal 5 al 13 ottobre 2010 a Delhi. Le gare su strada si svolsero lungo un percorso cittadino mentre le gare su pista presso la Indira Gandhi Arena.

## Calendario
| Strada | Uomini |                       |                         |                      |                   |  | crono |  |  | in linea | 2  |
| Strada | Donne  |                       |                         |                      |                   |  | crono |  |  | in linea | 2  |
| Pista  | Uomini | Chilometro inseg.ind. | corsa a punti keirin    | inseg.sq. veloc.ind. | veloc.sq. scratch |  |       |  |  |          | 8  |
| Pista  | Donne  | 500 metri             | corsa a punti veloc.sq. | scratch veloc.ind.   | inseg.ind.        |  |       |  |  |          | 6  |
| Totale | Totale | 3                     | 4                       | 4                    | 3                 |  | 2     |  |  | 2        | 18 |

|  | Qualificazioni |  | Finali |

## Medagliere
| #      | Nazione          | Oro | Argento | Bronzo | Totale |
| ------ | ---------------- | --- | ------- | ------ | ------ |
| 1      | Australia        | 14  | 3       | 4      | 21     |
| 2      | Nuova Zelanda    | 1   | 7       | 3      | 11     |
| 3      | Malaysia         | 1   | 1       | 1      | 3      |
| 3      | Scozia           | 1   | 1       | 1      | 3      |
| 5      | Canada           | 1   | 0       | 4      | 5      |
| 6      | Inghilterra      | 0   | 4       | 2      | 6      |
| 7      | Galles           | 0   | 1       | 1      | 2      |
| 7      | Irlanda del Nord | 0   | 1       | 1      | 2      |
| 9      | Isola di Man     | 0   | 0       | 1      | 1      |
| Totale | Totale           | 18  | 18      | 18     | 54     |

## Podi

### Uomini
| Evento                   | Oro                                                                  | Prestazione  | Argento                                                        | Prestazione | Bronzo                                                                | Prestazione |
| Ciclismo su strada       |                                                                      |              |                                                                |             |                                                                       |             |
| Corsa in linea           | Allan Davis                                                          | 3.49′48″     | Hayden Roulston                                                | s.t.        | David Millar                                                          | s.t.        |
| Corsa a cronometro       | David Millar                                                         | 47'18"       | Alex Dowsett                                                   | a 55"       | Luke Durbridge                                                        | a 1'01"     |
| Ciclismo su pista        |                                                                      |              |                                                                |             |                                                                       |             |
| Inseguimento individuale | Jack Bobridge                                                        | 4'17"495     | Jesse Sergent                                                  | 4'17"893    | Michael Hepburn                                                       |             |
| Inseguimento a squadre   | Australia Jack Bobridge Michael Freiberg Michael Hepburn Dale Parker | 3'55"421 CWG | Nuova Zelanda Sam Bewley Westley Gough Marc Ryan Jesse Sergent | 4'00"040    | Irlanda del Nord Sean Downey Martyn Irvine Philip Lavery David McCann |             |
| Velocità individuale     | Shane Perkins                                                        |              | Scott Sunderland                                               |             | Sam Webster                                                           |             |
| Velocità a squadre       | Australia Daniel Ellis Jason Niblett Scott Sunderland                |              | Nuova Zelanda Edward Dawkins Ethan Mitchell Sam Webster        |             | Malaysia Azizulhasni Awang Josiah Ng Mohd Tisin                       |             |
| Corsa a punti            | Cameron Meyer                                                        | 89           | George Atkins                                                  | 52          | Mark Christian                                                        | 37          |
| Scratch                  | Cameron Meyer                                                        |              | Michael Freiberg                                               |             | Zachary Bell                                                          |             |
| Keirin                   | Josiah Ng                                                            |              | David Daniell                                                  |             | Simon van Velthooven                                                  |             |
| Km a cronometro          | Scott Sunderland                                                     |              | Mohd Rizal Tisin                                               |             | Edward Dawkins                                                        |             |

### Donne
| Evento                   | Oro                                    | Prestazione | Argento                            | Prestazione | Bronzo                               | Prestazione |
| Ciclismo su strada       |                                        |             |                                    |             |                                      |             |
| Corsa in linea           | Rochelle Gilmore                       | 2.49′30″    | Elizabeth Armitstead               | s.t.        | Chloe Hosking                        | s.t.        |
| Corsa a cronometro       | Tara Whitten                           | 38'59"      | Linda Villumsen                    | a 5"        | Julia Shaw                           | a 10"       |
| Ciclismo su pista        |                                        |             |                                    |             |                                      |             |
| Inseguimento individuale | Alison Shanks                          | 3'30"875    | Wendy Houvenaghel                  | 3'32"137    | Tara Whitten                         | 3'35"810    |
| Velocità individuale     | Anna Meares                            |             | Rebecca James                      |             | Emily Rosemond                       |             |
| Velocità a squadre       | Australia Kaarle McCulloch Anna Meares |             | Scozia Jenny Davis Charline Joiner |             | Canada Monique Sullivan Tara Whitten |             |
| Corsa a punti            | Megan Dunn                             | 45          | Lauren Ellis                       | 40          | Tara Whitten                         | 36          |
| Scratch                  | Megan Dunn                             |             | Joanne Kiesanowski                 |             | Anna Blyth                           |             |
| 500 m a cronometro       | Anna Meares                            | 33"758 CWG  | Kaarle McCulloch                   | 34"780      | Rebecca James                        | 35"236      |